# Zli Dol
Zli Dol (Servisch cyrillisch Зли Дол) is een plaats in de Servische gemeente Bosilegrad. De plaats telt 193 inwoners (2002).